# Клаудија (митологија)
Клаудија (лат. Claudia) била је римска весталка и ћерка Апија Клаудија Пулхера. Интервенисала је да би сачувала оца од групе плебејаца. Скупина је покушала да га извуче из кочија током прославе његовог тријумфа, али је Клаудија стала између оца и нападача и пратила га све до престонице. 